# The Grimoire of Marisa
《The Grimoire of Marisa》（グリモワールオブマリサ），有時译为魔理沙的魔法书，是2009年7月由一迅社发售的一本东方Project的类资料设定册，主编为ZUN，封面圖片由啞采弦二绘画，插圖则由守姬武士（日语：守姫武士）负责。

## 概要
本书主要以雾雨魔理沙的视角描述从《紅魔鄉》至《地靈殿》的登场角色所使用的符卡的感想和对符卡系统的一些介绍，里面含有大量符卡的截图和魔理沙的评价。书的封面即包含了符卡系统中的“Bonus”和“History”的元素。但ZUN表示「已儘可能排除攻略或設定資料等有助於遊戲進行的資料」，故这本书只是以魔理沙的视角对各种符卡进行评价，不包含任何攻略该符卡的信息。在本书前页有以魔理沙的口吻写着「没有规则的世界里弹幕毫无意义（ルールの無い世界では弾幕はナンセンスである）」。
本书附带一张包含两首歌曲和数张桌面墙纸的CD，歌曲包含一首新曲和一首曾发表过的曲子。

## 注解
1. ↑  原曲为西方Project的『秋霜玉』的4面道中曲。